# West Point (Nebraska)
West Point is een plaats (city) in de Amerikaanse staat Nebraska, en valt bestuurlijk gezien onder Cuming County.

## Demografie
Bij de volkstelling in 2000 werd het aantal inwoners vastgesteld op 3660. In 2006 is het aantal inwoners door het United States Census Bureau geschat op 3472, een daling van 188 (-5,1%).

## Geografie
Volgens het United States Census Bureau beslaat de plaats een oppervlakte van 6,4 km², geheel bestaande uit land. West Point ligt op ongeveer 399 m boven zeeniveau.

## Plaatsen in de nabije omgeving
De onderstaande figuur toont nabijgelegen plaatsen in een straal van 24 km rond West Point.

## Geboren
- Tim Walz (1964), gouverneur van Minnesota